# Игор Куприянов
Игор Куприянов е руски певец и музикант, фронтмен на група „Куприянов“.

## Биография
Роден е на 16 ноември 1959 в Москва. Занимава се с музика още от ученическите си години, когато основава група „Афалины“. След разпадането ѝ Игор основава втора група – „Арсис“. След като се уволнява от казармата, става член на група Рокапетит. През 1986 г. се присъединява към известната метъл група „Черный кофе“, като става втори вокал и бас-китарист. Същата година групата издава албума „Светлый метал“, който се превръща в истински хит. Този албум е последван от „Переступи порог“, а хитове стават „Владимирская русь“ и „Я ищу“, като последната е изпята от Куприянов. В класацията на в-к „Московский консомолец“ Куприянов е избран за третия най-добър бас-китарист на годината през 1988 г.
След като напуска групата през 1990, той основава „Кофеин“. „Кофеин“ свирят мелодичен рок – стил, много по-различен от този на „Черный кофе“. С тях издава албума „Попытка к бегству“. По-късно Игор започва солова кариера. Основава собствена група, но тя няма постоянен състав. Някои песни записва и на английски език.
През 1995 записва албума „Белый ветер“, издаден от PolyGram. През 1997 – 1998 е водещ на предаването „Самые-Самые“ в телевизия СТС. През 1997 е записън албумът „Раз и навсегда“, който така и не е издаден.
Следващият му албум, „Семь дней“, излиза през 2003 г. Той е издаден в 2 варианта – стандартен и колекционерски, като вторият вариант излиза и с бонус – книжка. Две години по-късно е записан албумът „Дым над Москвой“, но той е издаден чак през 2008. В началото на 2006 започва работата си по албума „Адреналин“, за което му помага барабанистът Павел Зюзин. През 2007 към групата на Игор се присъединява бившият барабанист на „Черный кофе“ Сергей Черняков.
В началото на 2009 е основан официален фен клуб на Куприянов, като членовете му се ползват със специални привилегии. През декември 2009 е проведен юбилейният концерт „50:35“, по случай 50-годишнината на Куприянов и 35 години на сцената. В него участват и групите „Ария“, „Мастер“, „Маврин“, „Артерия“ и други. През 2011 е преиздаден албумът „Попытка к бегству“, като дискът съдържа и песните от неиздадения албум „Раз и навсегда“, както и избрани песни от „Белый ветер“.

## Албуми

### С Черный кофе
- Светлый металл (1986)
- Миньон (демо албум)
- Переступи порог (1987)
- Вольному – воля (1989)

### Солови албуми
- Попытка к бегству (1991)
- Белый ветер (1995)
- Раз и навсегда (1997) (неиздаден)
- Семь дней (2003)
- Адреналин (2007)
- Дым над Москвой (2008) (записан през 2005)
- 50:35 (концертен албум) (2011)